# Новопокровское сельское поселение (Крым)
Новопокровское се́льское поселе́ние (укр. Новопокровське сільське поселення, крымскотат. Бузавчы кой юрту, Buzavçı köy yurtu) — муниципальное образование в Красногвардейском районе Республики Крым России, в степной зоне полуострова, в долине Салгира в нижнем течении.
Административный центр — село Новопокровка.

## История
В советское время, 1950-х годах, был образован Новопокровский сельский совет.
На 15 июня 1960 года в составе сельсовета числились населённые пункты:

| - Вавилово - Красная Долина - Мироновка - Мускатное | - Невское - Новодолинка - Новопокровка - Проточное |

Сельское поселение образовано в границах сельсовета в соответствии с законом Республики Крым от 5 июня 2014 года.

## Население
| 2001  | 2014  | 2015  | 2016  | 2017  | 2018  | 2019  |
| ----- | ----- | ----- | ----- | ----- | ----- | ----- |
| 3754  | ↘3121 | ↗3128 | ↗3166 | ↘3163 | ↗3180 | ↘3130 |
| 2020  | 2021  |       |       |       |       |       |
| ↘3117 | ↗3153 |       |       |       |       |       |

## Состав сельского поселения
| № | Населённый пункт | Тип населённого пункта       | Население |
| - | ---------------- | ---------------------------- | --------- |
| 1 | Новопокровка     | село, административный центр | ↘1212     |
| 2 | Красная Долина   | село                         | ↘59       |
| 3 | Мироновка        | село                         | ↘102      |
| 4 | Мускатное        | село                         | ↘1333     |
| 5 | Невское          | село                         | ↘251      |
| 6 | Новодолинка      | село                         | ↘13       |
| 7 | Проточное        | село                         | ↘151      |